# Бурлеска для фортепиано с оркестром
Бурлеска (нем. Burleske) для фортепиано с оркестром ре минор — произведение Рихарда Штрауса, написанное в 1885—1886 гг. Продолжительность звучания около 20 минут.
Недавно получивший должность дирижёра в Мейнингенском придворном оркестре, Штраус предназначил своё сочинение, первоначально называвшееся «Скерцо», руководителю оркестра Гансу фон Бюлову, имевшему на него большое влияние. Музыка Скерцо отразила как юношеское увлечение Штрауса Иоганнесом Брамсом, так и интерес к творчеству Шарля Валантена Алькана, Ференца Листа и Рихарда Вагнера, более важный для его дальнейшего творческого развития. Бюлов счёл фортепианную партию Скерцо слишком сложной, а музыку неудовлетворительной в целом, хотя и не лишённой проблесков индивидуальности; Штраус приступил к репетициям пьесы сам, намереваясь выступить в роли солиста, но быстро отказался от этой идеи. Однако в 1889 году композитор познакомился с пианистом Эженом д’Альбером, одобрившим пьесу и порекомендовавшим ряд поправок, после которых у неё появилось и новое название. Д’Альбер исполнил премьеру Бурлески 21 июня 1890 года в Айзенахе, в том же концерте впервые прозвучало более известное произведение Штрауса, «Смерть и просветление». В дальнейшем Д’Альбер играл Бурлеску и с фон Бюловом в качестве дирижёра. Штраус, однако, продолжал колебаться относительно достоинств произведения и опубликовал его лишь в 1894 году; со временем, впрочем, он привязался к Бурлеске, так что в 1947 году она вошла в программу его последнего выступления в роли дирижёра в Лондоне.
Бурлеска входила в репертуар Клаудио Аррау, Вильгельма Бакхауса, Глена Гульда, Рудольфа Серкина, Святослава Рихтера и других выдающихся пианистов, её записали Польди Мильднер, Пауль фон Шильхавски, Фридрих Гульда, Марта Аргерих, Эмануэль Акс, Элен Гримо, Жан-Ив Тибоде, Байрон Дженис, Малколм Фрейджер. В 2011 г. вышла новая запись Бурлески, выполненная Марком Андре Амленом и Симфоническим оркестром Берлинского радио (дирижёр Илан Волков) для серии «Романтический фортепианный концерт» лейбла Hyperion Records и получившая единодушно восторженные отзывы критики.